# نيكولا دي جيرولامو
نيكولا دي جيرولامو (بالإيطالية: Nicola Di Girolamo)‏ هو محامي وسياسي إيطالي، ولد في 25 يونيو 1960 بروما في إيطاليا. حزبياً، نشط في حزب شعب الحرية. وقد انتخب عضو مجلس الشيوخ الإيطالي (23 أبريل 2008 – 3 مارس 2010).